# Warialda
Warialda is een plaats in de Australische deelstaat New South Wales, en telt 1198 inwoners (2006).